# Frankrikes Grand Prix 2002
Frankrikes Grand Prix 2002 var det elfte av 17 lopp ingående i formel 1-VM 2002.

## Rapport
Det såg länge ut som att Kimi Räikkönen skulle vinna men på sista varvet gjorde han en liten miss och Michael Schumacher smet om och vann loppet. Schumacher avgjorde hela VM efter den här deltävlingen.

## Resultat
1. Michael Schumacher, Ferrari, 10 poäng
2. Kimi Räikkönen, McLaren-Mercedes, 6
3. David Coulthard, McLaren-Mercedes,  4
4. Juan Pablo Montoya, Williams-BMW, 3
5. Ralf Schumacher, Williams-BMW, 2
6. Jenson Button, Renault,  1
7. Nick Heidfeld, Sauber-Petronas
8. Mark Webber, Minardi-Asiatech
9. Pedro de la Rosa, Jaguar-Cosworth
10. Alex Yoong, Minardi-Asiatech
11. Allan McNish, Toyota (varv 65, motor)

### Förare som bröt loppet
- Eddie Irvine, Jaguar-Cosworth (52, bakvinge)
- Jarno Trulli, Renault  (49, motor)
- Felipe Massa, Sauber-Petronas (48, mekanik)
- Mika Salo, Toyota   (48, motor)
- Jacques Villeneuve, BAR-Honda (35, motor)
- Olivier Panis, BAR-Honda  (29, olycksskada)
- Takuma Sato, Jordan-Honda (23, snurrade av)

### Förare som ej startade
- Rubens Barrichello, Ferrari (tändning)

### Förare som ej kvalificerade sig
- Giancarlo Fisichella, Jordan-Honda (skada)
- Heinz-Harald Frentzen, Arrows-Cosworth
- Enrique Bernoldi, Arrows-Cosworth

## VM-ställning
| Förarmästerskapet 1. Michael Schumacher, Ferrari, 96 2. Juan Pablo Montoya, Williams-BMW, 34 3. Rubens Barrichello, Ferrari, 32 Ralf Schumacher, Williams-BMW, 32 | Konstruktörsmästerskapet 1. Ferrari, 128 2. Williams-BMW, 66 3. McLaren-Mercedes, 47 |